# Daci liberi

Limes Transalutanus (linia roșie) - granița Imperiului Roman cu zonele în care trăiau dacii liberi

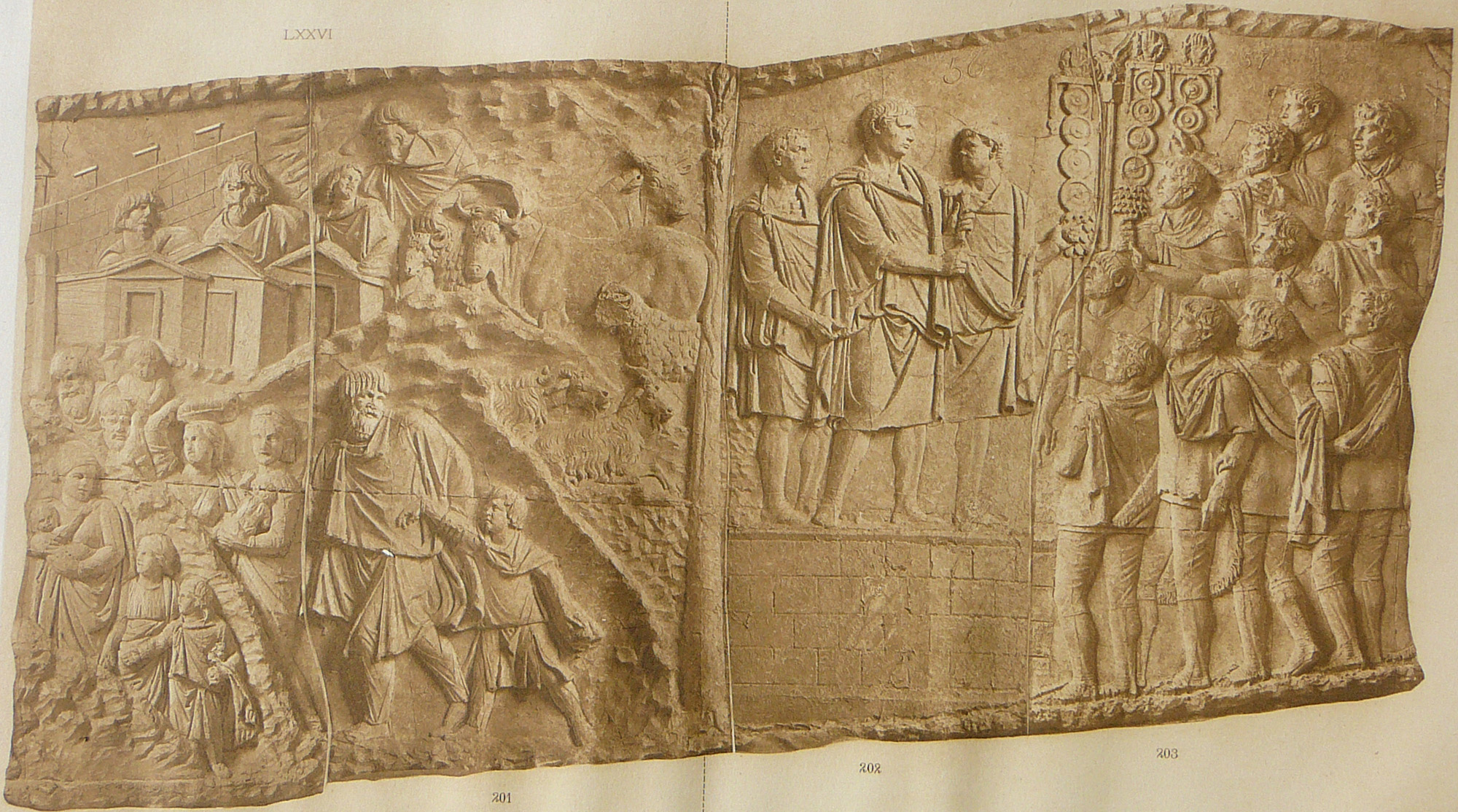

Dacii liberi este termenul dat de istoricii moderni dacilor din secolele II-IV care nu au intrat în componența Imperiului Roman, în cadrul Provinciei romane Dacia. Aceștia se împart în: geții în Muntenia, carpii în Moldova, costobocii în Carpații Nordici și dacii mari în nord-vest (Satu Mare, Crișana, Zarand).Cu toate acestea, unii dintre ei s-au aflat în anumite sisteme de dependență față de Imperiul Roman, poate sub forma regatelor clientelare. Aceștia au întreținut relații dinamice cu Imperiul Roman, cu Dacia romană și cu celelalte populații "barbare", vecine asimilând unele elemente de cultură romană provincială.

## Istorie

### Războaiele geto-dacice de eliberare a provinciei romane Dacia
Cucerirea și anexarea zonei centrale a fostului regat geto-dacic nu a însemnat supunerea tuturor triburilor geto-dacice de la nordul Dunării și din Arcul Carpatic, o mare parte dintre acestea continuând să trăiască în libertate dincolo de Limesul nordic, răsăritean ori vestic ale provinciei romane (geto-dacii si tracii liberi septentrionali: Costoboci, Carpi, Biefi, Arsietai etc.). Dacii liberi sunt numiți și „mărginași", vecini cu provincia daco-romană, cunoscuți pentru acțiunile de eliberare a Daciei romane în cursul sec. II-III, până în sec. IV. 
În sec. II-III sunt menționate câteva incursiuni ale triburilor geto-dace libere în Dacia și Moesia, iar în anul 117, în legătură cu turburările și situația gravă a provinciei Dacia după moartea împăratului Ulpius Traianus, se menționează un adevărat „război dacic”, provocat după dispariția cuceritorului Daciei. Fără îndoială, în acest „război” au primit participarea și a altor triburi barbare (sarmați etc.) și, de asemenea, a autohtonilor din interiorul provinciei romane. Alt război de eliberare a Daciei romane, cu participarea altor triburi barbare și a autohtonilor a avut loc la 143, sub Antoninus Pius.
Costobocii au năvălit în Moesia, Tracia și Grecia pe la anul 170 – mișcări de care nici Dacia n-a rămas neinfluențată. Mai importantă pentru provincia romană carpato-danubiană pare să fi fost marea incursiune a dacilor liberi sub domnia împăratului Commodus (180-192), care s-a extins și in interiorul Daciei romane, unde „s-au agitat provincialii”.Sub acești „provinciali", ar fi greu a nu recunoaște în primul rând tocmai populația autohtonă, direct interesată, și apoi și o bună parte dintre „coloniștii" daco-romani veniți din alte zone ale imperiului. Cu acest prilej, guvernatorul provinciei C. Vettius Sabinianus, a încercat să pacifice un mare grup de daci liberi veniți dinspre nord în ajutorul altor triburi barbare ce atacau Dacia și le-a promis pământ în provincia Dacia. Probabil că guvernatorul Sabinianus i-a colonizat în provincie, sporind numărul brațelor de muncă de aici. Alte lupte cu dacii liberi se menționează în anul 218 și mai târziu, iar în cursul sec. III devin și mai frecvente incursiunile lor în teritoriile romane, alăturându-li-se triburi germanice. Costobocii, carpii și alte seminții tracice septentrionale și-au continuat incursiunile în provinciile romane în cursul sec. II-III, iar carpo-dacii sunt menționați în alianță cu hunii. Nu se cunoaște concret soarta „dacilor liberi" după sec. IV. Este foarte probabil că o mare parte dintre ei au pătruns în „fosta provincie" Dacia după evacuarea acesteia de către romani și s-au amestecat cu dacii de acolo, contribuind la fortificarea puternicului nucleu getic din stânga Dunării de Jos.
Rezultă, așadar, că poporul geto-dacic și, în general, tracii din stânga Dunării nu au dispărut (în interiorul provinciei Dacia, ca și în afară), odată cu desființarea statului dac, sau odată cu dispariția lui Decebal în 106, iar puterea și vitalitatea etnică a acestor populații s-au făcut vizibile încă, în curs de trei secole (II-IV). Afară de un redus număr de refugiați către nord și est din Dacia transilvăneană (Ardeal) în 106, când a fost învins regele Decebal, daco-geții și tracii liberi erau triburile autohtone din nordul și estul spațiului lor etnic (Maramureș, Moldova de Nord și de Est (Basarabia), Galiția, Slovacia etc.). Spre sfârșitul perioadei antice, un număr mic al dacilor liberi și al celorlalți traci din nord-est au fost absorbiți de triburile sarmatice, germanice, iar în evul mediu, de slavi. Însă cea mai mare parte dintre ei (din Crișana, Maramureș, Moldova și, în parte, Muntenia) au rămas fideli Daciei carpatice, amestecați cu geto-daco-romanii lăsați în urmă de armata și oficialitatea romană în 271/272. Acest fapt ar contribui la facilitarea muncii de explicare a „dacismului" mult mai pronunțat al dialectului român septentrional (așa-numita „daco-română") în lexic, față de dialectele sudice, din Peninsula Balcanică, precum și la înțelegerea fenomenului de „romanizare" (sau „românizare", de expansiune a daco-romanității, a elementului românofon) în teritoriile de la nord, vest și est de hotarele vremelnice ale provinciei Dacia Traiana.
Prin zdrobirea lor militară și subjugarea politică, asociată cu exploatarea economică, în sec. II-III, conștiința etnic-socială a geto-dacilor nu a fost extirpată; ea se menține în forme manifeste (revoltele dacilor liberi) sau latente și reapare peste veacuri: ecouri, chiar îndepărtate ale „dacismului" unor romani fruntași sunt cunoscute în sec. III și IV, exprimate limpede în izvoarele vremii (ex: „uzurpatorul" Regalianus în Moesia (Pannonia?), la cca. 260, „gentis Daciae, Decebali ipsius, ut fertur, adfinis" („de neam dac, înrudit, se spune, cu însuși Decebal”), Manius Acilius Aureolus (împărat roman uzurpator, în 268 d. Hr., care era tot de neam getic, iar mama împăratului Galerius, Romula, era o dacă trecută în sudul Dunării la 242- 243 «cap. II, nota 24»). De altfel, Galerius, potrivit istoricului Lactantius, a vrut chiar să schimbe numele Imperiului Roman, în Imperiul Dacic.